# HD224103
HD224103 — хімічно пекулярна зоря спектрального класу A0, що має видиму зоряну величину в смузі V приблизно 6,2.
Вона  розташована на відстані близько 403,7 світлових років від Сонця.

## Фізичні характеристики
Зоря HD224103 обертається 
порівняно повільно 
навколо своєї осі. Проєкція її екваторіальної швидкості на промінь зору становить Vsin(i)= 28км/сек.

## Пекулярний хімічний склад
Зоряна атмосфера HD224103 має підвищений вміст 
Si
.